# Sadiria solanifolia
Sadiria solanifolia är en viveväxtart som beskrevs av Carl Christian Mez. Sadiria solanifolia ingår i släktet Sadiria och familjen viveväxter. Inga underarter finns listade i Catalogue of Life.